# Il fiore del Canadà
Il fiore del Canadà (The Barbarian) è un film muto del 1920 diretto da Donald Crisp. La sceneggiatura di E.P. Heath e Milton Markwe si basa su The Barbarian, racconto di Theodore Seixas Solomons, pubblicato au The Popular Magazine del 7 febbraio 1920.

## Trama
Eric, allevato tra i selvaggi boschi del Nordovest canadese da suo padre, un erudito che ha scelto di vivere come un eremita, resta solo quando il padre muore. Un gruppo di speculatori tenta di impossessarsi delle proprietà di Eric esibendo un documento contraffatto. Il giovane, per la prima volta in vita sua, incontra una donna bianca, Floria, la figlia di James Heatherton il quale è venuto a ispezionare i campi minerari lì vicino. Il rappresentante di Heatherton, Brant, vuole concludere l'affare con l'avvocato di Eric, ma Redwing - che è stato testimone della morte di Straive - racconta come sono andate veramente le cose. Eric, furibondo, sta quasi per uccidere Brant ma viene fermato da Floria. In possesso della sua eredità, Eric può decidere cosa farne: fonderà un conservatorio dove i poveri potranno studiare musica, realizzando così il sogno di Floria.

## Produzione
Il film fu prodotto dalla Monroe Salisbury Productions.

## Distribuzione

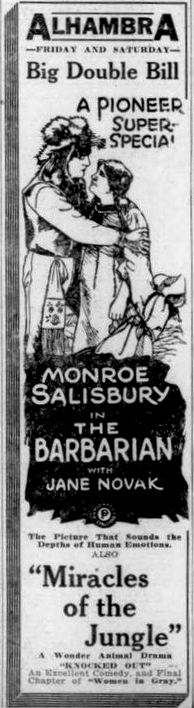
Pubblicità sul Duluth Herald (25 novembre 1921)

Il copyright del film, richiesto da Milton Markwell, fu registrato il 29 settembre 1920 con il numero LU15733.
Giornali dell'epoca menzionano che il film fu presentato in anteprima a Venice, in California, il 17 agosto e, quindi, in prima, nel settembre 1920. Non viene riportata nessuna altra proiezione in pubblico fino all'aprile 1921. Distribuito dalla Pioneer Film Corporation, il film uscì nelle sale cinematografiche statunitensi il 30 aprile 1921. In Francia, venne ribattezzato Les Drames de l'Alaska. In Italia, distribuito dalla Pictures, ottenne il visto numero 22286 nel dicembre 1925.

### Conservazione
Copie complete della pellicola si trovano negli archivi del George Eastman House di Rochester, della Biblioteca del Congresso di Washington, del National Archives Of Canada di Ottawa. Riversato in VHS, è stato distribuito dalla Grapevine Video.